# Grzech księdza Mouret
Grzech księdza Mouret (fr. La faute d'Abbé Mouret) – piąta część cyklu Rougon-Macquartowie, której akcja rozgrywa się na wsi w Prowansji w czasach II Cesarstwa. Głównym bohaterem utworu jest Sergiusz Mouret.

## Treść
Akcja utworu rozpoczyna się wkrótce po wydarzeniach Podboju miasta Plassans i przyjęciu przez Sergiusza Moureta święceń kapłańskich. Mouret został proboszczem wiejskiej parafii w Artauds, gdzie z entuzjazmem, wręcz egzaltacją wykonuje swoje obowiązki. Nie jest jednak w stanie zainteresować religią pogrążonych w nędzy mieszkańców wsi. Przeraża go ich życie, upadek moralności i nędza, jednak równocześnie młody egzaltowany ksiądz nie chce podejmować żadnych działań prospołecznych, koncentrując się na adorowaniu posągu Najświętszej Maryi Panny. Zapada na zdrowiu i trafia pod opiekę swojego kuzyna Pascala Rougona do domu z ogrodem o nazwie Paradou.
Sergiusz cierpi na zanik pamięci i nie zdaje sobie sprawy z tego, że przed chorobą był proboszczem. Zakochuje się w nim opiekująca się nim prosta chłopska dziewczyna, Albina. Po kilku miesiącach wspólnego przebywania we wspaniałym ogrodzie Sergiusz wraca do zdrowia i odwzajemnia to uczucie. Zostają kochankami. Nagłe pojawienie się w Paradou wikarego z parafii przywołuje Sergiusza do świadomości; zrywa on związek z Albiną i mimo jej błagań wraca do parafii. Dziewczyna popełnia samobójstwo.

## Okoliczności powstania utworu
Przed napisaniem Grzechu księdza Mouret Zola znał co najmniej kilka powieści poruszających problem zakochanego kapłana, walczącego między uczuciem a obowiązkiem. Żadna z nich jednak nie wyczerpywała jego zdaniem tego tematu. W przedstawionym wydawcy projekcie powieści twierdził, że kluczem do zrozumienia tematu jest uwzględnienie kwestii dziedziczenia i „religijnej gorączki epoki”

## Narracja i nawiązania
Emil Zola świadomie umieszcza akcję zakazanego romansu w ogrodzie, co stanowi aluzję do biblijnego raju oraz do popularnego francuskiego osiemnastowiecznego romansu Paweł i Wirginia. Potwierdza to jego nazwa Paradou, bliska francuskiego paradis – raj. Sławi płodność i miłość jako nie tylko naturalne komponenty życia człowieka, ale też siłę sprawczą i podstawę do radości życia o wyjątkowej sile. Podkreśla jej ponadczasowość i wieczność, opisując bujny, wieloletni rozwój parku, który jeszcze piękniej rozwija się na grobie Albiny. Metaforyczność utworu i częściowe porzucenie w nim stricte realistycznej metody naturalistycznej stanowi ponadto przerywnik między dwoma utworami o szczególnej sile wyrazu, co jest środkiem typowym dla całego cyklu
Utwór stanowi kolejne dzieło między wierszami atakujące Kościół katolicki. Zola podkreśla bezproduktywność działań Sergiusza, który nie umie i nie chce dotrzeć do mieszkańców swojej parafii, widząc w nich jedynie grzeszników, nie dostrzegając powodów, dla których postępują tak, a nie inaczej. Jeszcze bardziej wyrazista jest postać suchego, fanatycznego katechety Archangiusza, pedantycznie podchodzącego do dogmatów wiary. Tworzy za to apologię życia i miłości, jako zgodnej z naturą i dozwolonej każdemu człowiekowi. Mimo postulatu naturalistycznej neutralności narracji wyraźnie lokuje swoje sympatie i antypatie - bohaterki ucieleśniające potęgę natury (Albina i upośledzona umysłowo siostra Sergiusza Dorota) przedstawione zostały w zdecydowanie przychylniejszym świetle, a finałowy okrzyk tej ostatniej, cieszącej się z powodu ocielenia się krowy, wyraża triumf naturalnej płodności i życia.
Zola umieścił akcję w przestrzeni dobrze sobie znanej, chociaż ponownie posłużył się fikcyjnymi nazwami geograficznymi. Wioska Artaud, w której rozgrywa się akcja, to prowansalska Tholonet, pierwowzorem Paradou był słynny park Gallice w pobliżu Aix-en-Provence, zaś rzeczka Wiorna to w rzeczywistości Arc.
Utwór pojawił się w petersburskim miesięczniku Wiestnik Jewropy w przekładzie na język rosyjski w okresie styczeń-marzec 1875, zanim został wydany we Francji. Stał się podstawą dramatu muzycznego A. Bruneau z 1907 r. Był to zarazem pierwszy utwór Zoli, który został ciepło przyjęty przez krytykę i czytelników, zaś młody Guy de Maupassant zachwycał się książką. Niektórzy badacze są zdania, że ciężko jest Grzech księdza Mouret z jego istotnym ładunkiem metaforycznym zakwalifikować jako dzieło naturalistyczne, choć wiadomo, że autor konstruował je w sposób klasycznie naturalistyczny (np. nazwy kwiatów w ogrodzie Paradou brał z katalogów ogrodniczych i rozmawiał z właścicielami takich posiadłości), a opis choroby i procesu powracania do zdrowia przez Sergiusza oparł na własnym doświadczeniu.